# Conservatori de Santa Maria di Loreto
El Conservatori de Santa Maria di Loreto fou un conservatori fundat l'any 1537, la primera de les quatre institucions musicals que varen sorgir al segle xvi a Nàpols.
Obra d'un sabater intencionat a ajudar els orfes, va comptar amb la col·laboració financera del virrei i de les famílies nobles. Amb el temps, aquesta casa per orfes passa a ser conservatori, i obre les portes a alumnes interessats a estudiar música que paguen una anualitat.
Alguns dels seus mestres van ser Francesco Durante, Francesco Provenzale i Nicola Porpora, aquest últim compositor i mestre de cant. D'aquesta cèlebre escola de cant van sorgir els cantants castrats Farinelli, Caffarelli i Porporino. De l'escola de composició la figura més destacada va ser l'alumne Domenico Cimarosa.
Ferran IV de Nàpols va decretar el seu tancament el 1797, transformant-lo en un hospital militar, les activitats van ser transferits al Conservatori de la Pietà dei Turchini.